# Андрија Гропа
Андрија Гропа је био српски велможа из последње трећине XIV века који носио титулу (великог) жупана и владао Охридом, после битке на Марици 1371. године.

## Биографија
Андрија Гропа потиче из албанске породице, чији се поседи, у планинама северозападно од Охридског језера, помињу још крајем XIII века. Он је највероватније био вазал краља Вукашина (1365—1371), али је и у његово доба спадао међу моћнију властелу, јер се сматра да је, још док је Вукашин био жив, ковао сопствени новац. После погибије браће Мрњавчевић у Маричкој бици, септембра 1371. године, њихов наследник, краљ Марко (1371—1395), није успео да очува целовитост њихове државе. У таквој ситуацији, Гропа је овладао Охридом и оженио се ћерком Андрије Мусакија, Кираном. Према наводима тзв. Мусакијеве хронике, њих двојица су у савезу са Балшићем започели борбу против краља Марка, током које је Гропа заузео Костур, а овладао је и Дебром. О његовој снази, сведоче и подаци да је ковао сопствени новац, али и да је његову власт признавао и властелин Остоја Рајаковић, који је био сродник краља Марка, али и зет Андрије Гропе. Помиње се и у византијским изворима, јер се сматра да се један помен жупана из тог доба односи на њега. Без обзира на наводе Мусакијеве хронике, која наводи да је Гропа био непријатељ краља Марка, њихов однос је немогуће прецизније утврдити, али је највероватније Гропа био независтан владар у односу на Марка.
На Гропином новцу, кованом вероватно у Охридској ковници, налазили су се натписи на старословенском језику. Од четири пронађене врсте, на једној помиње без титуле, док се на осталима наводи као жупан и господар Охрида.
Он је 1378. или 1379. године постао ктитор охридске цркве Богородице Перивлепте (светог Климента).
Не зна се када је умро, а у Мусакијевој хроници наводи да је није имао потомака и да су његове земље припале њима после његове смрти, али је извесније да је њима завладао краљ Марко.